# Luigi Chinaglia
Luigi Chinaglia (Montagnana, 28 gennaio 1841 – Montagnana, 21 luglio 1906) è stato un politico e patriota italiano.

## Biografia

### Patriota
Nasce il 28 gennaio 1841 a Montagnana, in provincia di Padova. Compiuti gli studi liceali a Vicenza, si iscrive alla facoltà di giurisprudenza di Padova, ma abbandona gli studi nel 1859 alle prime avvisaglie della guerra.
Si arruola nei Corpi franchi emiliani prima e successivamente si unisce a Giuseppe Garibaldi in Sicilia, partecipando fra l'altro alla battaglia del Volturno.
A guerra finita completa gli studi, laureandosi una prima volta a Napoli e una seconda a Pisa, nel 1862.
Nell'agosto dello stesso anno partecipa alla spedizione in Aspromonte, dove è arrestato e trascorre tre mesi in carcere nel forte valdostano di Bard.
Grazie a un'amnistia può tornare in libertà e completare la pratica legale a Brescia, dove si stabilisce. Nel 1865 è avvocato a Bovegno.
Nel 1866 i garibaldini tornano a combattere in Trentino e Chinaglia entra nelle truppe dei volontari con il grado di sergente, partecipando alla battaglia di Condino. Con la liberazione del Veneto torna a Montagnana, per dedicarsi all'attività forense.

### Politico
La sua carriera politica comincia con la carica di consigliere comunale, prosegue con quella di consigliere provinciale nel 1868, per arrivare alla prima elezione a deputato nel novembre 1874, in rappresentanza del collegio di Montagnana. Si tratta dell'inizio di una lunga presenza parlamentare che lo vede sedere ininterrottamente tra i banchi della Camera dei deputati fino alla XXI legislatura del Regno d'Italia.
Assiduo nella presenza ai lavori, è membro di numerose commissioni e comitati, fra cui quello per l'esame del "plico Giolitti". Interviene in Aula a favore dei piccoli comuni, su provvedimenti concernenti l'agricoltura e, nella seduta del 19 giugno 1888, svolge un intervento di particolare rilievo sull'ordinamento degli educandati femminili e sull'istruzione della donna.
A partire dall'11 giugno 1895 fino al 30 maggio 1899 ricopre l'incarico di Vicepresidente della Camera.
Dopo le dimissioni di Giuseppe Zanardelli da Presidente della Camera dei deputati per protesta contro gli esiti della crisi del Governo guidato da Luigi Pelloux, reincaricato alla guida di un Esecutivo di centro-destra, il 30 maggio 1899, su proposta dello stesso Presidente del Consiglio, è eletto alla Presidenza di Montecitorio. 
Ricopre l'alta carica solo per un mese perché il 30 giugno, in seguito agli incidenti avvenuti nel corso dell'ostruzionismo attuato dalla sinistra per impedire l'approvazione dei decreti-legge sulla pubblica sicurezza, Chinaglia interrompe la seduta e abbandona l'Aula. L'episodio è seguito dal decreto reale di chiusura della sessione.
Rieletto nelle elezioni di giugno 1900, è nominato senatore il 4 marzo 1905, ma le sue condizioni di salute non gli consentono di prendere parte attiva ai lavori parlamentari.
Muore a Montagnana il 21 luglio 1906.